# Cruz Alemana

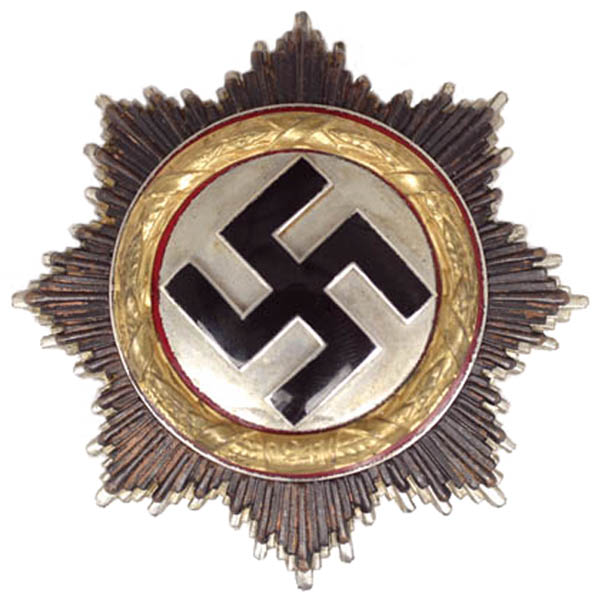
Cruz de Alemania.

La Cruz Alemana (en alemán: Deutsches Kreuz) fue una condecoración alemana creada a partir del 28 de septiembre de 1941 en dos clases:
- Cruz Alemana en Oro, en alemán: Deutsches Kreuz im Gold.
- Cruz Alemana en Plata, en alemán: Deutsches Kreuz im Silber concedida solamente para los no combatientes.

El valor de esta condecoración estaba aproximadamente entre la Cruz de Hierro y la Cruz de Caballero, otorgándose a las tripulaciones de los sumergibles alemanes un total de 530 cruces, de las que solamente 112 les fueron a los entregadas a los comandantes.
Aunque el diseño de la Cruz Alemana es más parecido a una estrella que a una cruz en sí misma, se le llama así porque la esvástica central es, de hecho, una cruz (cruz gamada, en alemán: Hakenkreuz). Tiene un diámetro de 6,5 cm. Se llevaba, generalmente, en el bolsillo derecho inferior del uniforme. Si un hombre había ganado las dos cruces (de plata y oro), podía llevar las dos en el uniforme.
La firma Rath de Múnich llegó a fabricar varios ejemplares de una clase superior, la Cruz Alemana en oro con brillantes, que no llegó a ser instituida ni otorgada. Tres de esos ejemplares están expuestos en el Museo de West Point.